# Bemlos waipio
Bemlos waipio är en kräftdjursart som först beskrevs av J. L. Barnard 1970.  Bemlos waipio ingår i släktet Bemlos och familjen Aoridae. Inga underarter finns listade i Catalogue of Life.